# Tuğba Şenoğlu
Tuğba Şenoğlu est une joueuse de volley-ball turque née le 2 février 1998 à Tarsus. Elle mesure 1,84 m et joue au poste de réceptionneuse-attaquante.

## Clubs
| Club                | De        | À         |
| ------------------- | --------- | --------- |
| Tarsus Belediyespor | 2008-2009 | 2011-2012 |
| Vakıfbank İstanbul  | 2012-2013 | 2013-2014 |
| İstanbul BBSK       | 2014-2015 | 2014-2015 |
| Vakıfbank İstanbul  | 2015-2016 | 2015-2016 |
| Beşiktaş İstanbul   | 2016-2017 | 2016-2017 |
| Vakıfbank İstanbul  | 2017-2018 | 2018-2019 |
| Yeşilyurt İstanbul  | 2019-2020 | 2019-2020 |
| Vakıfbank İstanbul  | 2020-2021 | …         |

## Palmarès

### Équipe nationale
- Championnat du monde des moins de 23 ans
  - Vainqueur : 2017.

### Clubs
- Championnat du monde des clubs
  - Vainqueur : 2018.
- Ligue des champions
  - Vainqueur : 2018.
- Championnat de Turquie
  - Vainqueur : 2018, 2019.
- Supercoupe de Turquie
  - Vainqueur : 2017.
  - Finaliste : 2018, 2020.
- Coupe de Turquie
  - Vainqueur: 2018.

### Distinctions individuelles
- Championnat du monde de volley-ball féminin des moins de 20 ans 2017: Meilleure réceptionneuse-attaquante[2].